# النصب التذكاري لضحايا الإبادة الجماعية في خوجالي (لاهاي)
النصب التذكاري لضحايا مذبحة خوجالي بمدينة لاهاي في حديقة Kamperfoeliestraat أنشئ في 24 فبراير/شباط 2008 لتخليد ضحايا الإبادة الجماعية التي ارتكبها الأرمن في خوجالي، وهو أحد مشاريع الجمعية الثقافية الهولندية الأذربيجانية التركية. يبلغ ارتفاع النصب المصنوع من الرخام حوالي مترين.
حضر مراسم إفتتاح أول نصب تذكاري للمجزرة خارج أذربيجان، ممثلون عن كل من :اللجنة الحكومية لشؤون الأذربيجانيين المقيمين بالخارج، والسلك الدبلوماسي، والجاليتين الأذربيجانية والتركية. يضم النصب لوحة تظهر أماً أذربيجانية وقد رفعت رضيعها فوق رأسها في محاولة لحمايته من المغتصبين الأرمن.